# جيمس جونز (لاعب كرة قدم)
جيمس جونز (بالإنجليزية: James Jones)‏ (و. 1984  م) هو لاعب كرة قدم أمريكية، من الولايات المتحدة، ولد في سان خوسيه، كاليفورنيا، يلعب كمستقبل واسع ‏.

## التعليم
تعلم في Gunderson High School ‏.